# Need for Speed: Hot Pursuit (2010)
Need for Speed: Hot Pursuit, là một trò chơi điện tử năm 2010 thuộc thể loại đua xe trong dòng trò chơi Need for Speed, được phát triển bởi nhà phát triển lập trình game Criterion Games và phát hành bởi công ty Electronic Arts cho hệ máy PlayStation 3, Xbox 360, Microsoft Windows và iOS. Phiên bản dành cho Wii được phát triển bởi Exient Entertainment. Hot Pursuit, trò chơi thắng giải BAFTA-award, là phiên bản thứ 16 trong dòng trò chơi đua xe nổi tiếng Need for Speed, được phát hành vào tháng 11 năm 2010. Phiên bản download xuất hiện từ ngày 15 tháng 12 năm 2010.
Bối cảnh của Hot Pursuit được đặt trong Seacrest County, một thế giới mở và hư cấu. Người chơi có thể chơi trực tuyến (ngoại trừ phiên bản dành cho Wii), trong đó có một vài chế độ chơi mới như "Hot Pursuit", "Interceptor" và "Race". Nổi bật ở trò chơi này là một hệ thống tương tác xã hội mới có tên là "Autolog", là một mạng giúp kết nối bạn bè cho những cuộc đấu hay so sánh những thông số của các người chơi. Một đặc điểm khác là trò chơi cho phép trả tiền để mua về những chiếc xe mới, những sự kiện đua, những cuộc rượt đuổi và những giải thưởng mới.
Hot Pursuit được đánh giá rất cao tại E3 2010 và đặc biệt là đã giành giải "Best Racing Game" (trò chơi đua xe hay nhất) từ Game Critics Awards cũng như một vài tổ chức truyền thông đa phương tiện khác. Từ khi được phát hành, trò chơi đã nhận được rất nhiều lời khen tặng và tung hô trung bình lên tới khoảng 90% trên cả hai website Metacritic và GameRankings khi tính chung, khiến nó trở thành trò chơi được đánh giá cao nhất trong lịch sử của dòng game huyền thoại Need for Speed, và nó cũng là một trong những trò chơi đua xe được đánh giá cao nhất. Vào cuối năm 2010, trò chơi này đã thắng một vài giải "Best Racing Game" (trò chơi đua xe hay nhất), bao gồm "Best Driving Game" của Spike’s 2010 Video Game Awards. Các nhà phê bình đều khen ngợi đồ hoạ, âm thanh, và tính năng mới, "Autolog" của trò chơi, và họ đều cảm thấy trò chơi có một cảm giác về tốc độ rất tuyệt vời. Hot Pursuit đứng ở vị trí thứ 7 trên biểu đồ mua bán của NPD trong tháng 10 năm 2010, bên cạnh đó GamesIndustry.biz còn thông báo rằng "Hot Pursuit" đã bán được 417 000 bản trong hai tuần đầu tiên tại Mỹ. Sau ba tháng được phát hành, trò chơi này đã bán được 5 triệu bản.
Vào năm 2020, EA và Criterion phát hành phiên bản chỉnh sửa làm lại game dưới tên Need for Speed: Hot Pursuit Remastered dành cho các hệ máy PC, Nintendo Switch, Playstation 4 và Xbox One. Phiên bản remaster bao gồm tất cả xe mở rộng DLC, chức năng trang trí xe đề can. Tuy nhiên, vì lí do nhượng quyền của một số mẫu xe quá thời hạn, 4 chiếc xe trong game Hot Pursuit phiên bản gốc (2 chiếc xe Mercedes Benz Slr Mclaren - 772 Edition,Stirling Moss; xe Carbon Motors E7 Concept) và chiếc xe Lamborghini Gallardo phiên bản Cảnh Sát Giao Thông Quốc gia Italia "Polizia" không xuất hiện trong game phiên bản này.  

## Cách chơi

### PC, PlayStation 3 và Xbox 360

Hot Pursuit cho phép người chơi vào vai cảnh sát trong các cuộc truy đuổi, một đặc điểm bị thiếu từ phiên bản năm 2002.

Hot Pursuit đã đưa dòng game Need for Speed tìm lại sự căn nguyên vốn có của mình và đảm nhiệm cách chơi giống như các phiên bản Hot Pursuit trước trong dòng Need for Speed, với các siêu xe và những cuộc truy đuổi của cảnh sát. Nó lấy cảm hứng từ trò chơi the Need for Speed của 3DO. Hot Pursuit đưa người chơi vào vai một cảnh sát hoặc một tay đua và tổ chức chế độ Career cho cả hai vai này. Mối quan hệ giữa cảnh sát và tay đua được mô tả là "một con chó đang rượt theo một con thỏ", trong đó cảnh sát mạnh mẽ hơn so với các tay đua. Mỗi bên đều có những điểm mạnh riêng như chắn đường hay làm nhiễu sóng rađio.
Trò chơi lấy bối cảnh tại một nơi hư cấu có tên là Seacrest County. Nó là một thế giới mở, bao gồm khoảng 160 km (100 dặm) chiều dài đường, gấp bốn lần so với Burnout Paradise, trò chơi trước của Criterion. Một nét đặc biệt của Hot Pursuit là một hệ thống tương tác xã hội có tên là "Autolog" và được mô tả là "Facebook của trò chơi". Trò chơi hỗ trợ cả chơi đơn lẫn nhiều người chơi lên đến 8 người chơi. Trong tuỳ chọn ở chế độ nhiều người chơi, người chơi có thể tải lên những thông số và thành tích của mình lên Autolog để bạn bè có thể xem và cố gắng đánh bại những thành tích đó. Autolog cũng bao gồm một hệ thống tính điểm kinh nghiệm có tên là "Bounty".
Việc lái xe trong trò chơi được mô tả là "vui và giống thật", không mang phong cách arcade như Burnout Paradise, nhưng lại không giống một trò chơi mô phỏng. Phần lớn các phương tiện giao thông trong Hot Pursuit là những chiếc xe ngoài đời thật và những chiếc SUV, được mô tả là "tất cả những chiếc xe bạn mơ ước được lái, theo một cách đáng mơ ước để lái chúng". Phần lớn những chiếc xe này đều sẵn có cho cảnh sát và tay đua, nhưng cũng có một số ít chỉ được sử dụng bởi một bên (cảnh sát hoặc tay đua). Đặc biệt, có một chiếc xe chỉ xuất hiện trong Hot Pursuit đó là Porsche 918 Spyder. Tuy vậy, Ferrari, chỉ một lần thấy xuất hiện trong phiên bản download của Need for Speed: Shift, còn lại đều vắng mặt trong các phiên bản của Need for Speed từ Hot Pursuit 2, lần này cũng không xuất hiện trong Hot Pursuit.

### Wii
Phiên bản dành cho hệ máy Wii có nhiều điểm khác biệt lớn so với các phiên bản khác, nó lấy bối cảnh ở 4 thành phố khác nhau trên thế giới, thay vì chỉ ở một thành phố hư cấu. Nó khiến cho phiên bản này rất giống với Need for Speed: Nitro. Trò chơi có nhiều chế độ chơi khác, như Hot Pursuit, Eliminator, Rush Hour, Interceptor và Time Trial. Phiên bản này cũng xuất hiện nhiều dụng cụ khác. Bốn thành phố, mỗi thành phố được thiết đặt ở mỗi thời điểm khác nhau của ngày: Trùng Khánh, Trung Quốc - buổi sáng; Dubai, Các Tiểu vương quốc Ả Rập thống nhất - buổi chiều; Las Vegas, Nevada, Hoa Kỳ - chiều tối và Rio de Janeiro, Brasil - buổi tối.

## Phát triển

### Âm nhạc
Trò chơi sử dụng âm thanh 7.1 kênh. Âm nhạc của Hot Pursuit bao gồm một danh sách các bản nhạc dùng chung xuất hiện trong các trò chơi khác của Need for Speed như Most Wanted, Carbon và Undercover, được yêu thích hơn so với các bản nhạc xuất hiện trong ProStreet và Shift. Người chơi cũng có thể thêm vào một số bản nhạc, vì vậy bất kỳ một bản nhạc nào trong đĩa cứng của người chơi cũng có thể được phát trong trò chơi, và chúng có thể được thêm thông qua menu hệ thống console. Cũng như việc dùng nhạc từ đĩa cứng, một vài bản nhạc có bản quyền có thể được dùng cho những cuộc đua, màn hình menu, và chế độ chụp hình.
| No. | Artist                                  | Name                                       |
| --- | --------------------------------------- | ------------------------------------------ |
| 1.  | 30 Seconds To Mars                      | Edge Of The Earth                          |
| 2.  | Black Rebel Motorcycle Club             | Conscience Killer                          |
| 3.  | Chiddy Bang                             | Opposite Of Adults                         |
| 4.  | Deadmau5 Feat. Sofia Toufa              | Sofi Needs A Ladder (Fractal System remix) |
| 5.  | All The Same                            | Does It Offend You, Yeah?                  |
| 6.  | Giant Song                              | Funeral Party                              |
| 7.  | Greenskeepers                           | Live Like You Wanna Live                   |
| 8.  | Hadouken!                               | Bombshock                                  |
| 9.  | Killa Kela                              | Get A Rise                                 |
| 10. | Klaxons                                 | Echoes                                     |
| 11. | Klaxons                                 | Twin Flames                                |
| 12. | Dead By April                           | Stronger                                   |
| 13. | Lemonade                                | Big Weekend                                |
| 14. | Bad Religion                            | The Resist Stance                          |
| 15. | Lupe Fiasco feat. Matthew Santos        | Shining Down                               |
| 16. | Maximum Balloon feat. Theophilus London | Groove Me                                  |
| 17. | M.I.A.                                  | Born Free                                  |
| 18. | New Politics                            | Yeah Yeah Yeah                             |
| 19. | Pendulum                                | Watercolour                                |
| 20. | Pint Shot Riot                          | Nothing From You (Redanka Remix)           |
| 21. | Plan B                                  | Stay Too Long (Pendulum Remix)             |
| 22. | Teddybears                              | Devil's Music (feat. ADL)                  |
| 23. | We Have Band                            | Divisive (Tom Starr mix)                   |
| 24. | Travie McCoy                            | Superbad (11-34)                           |
| 25. | Weezer                                  | Ruling Me                                  |
| 26. | White Lies                              | Bigger Than Us                             |

- Nhạc Alternative rock/rock (gồm các nhóm nhạc như 30 Seconds to Mars, Bad Religion, Black Rebel Motorcycle Club và Weezer).
- Nhạc Dance/Electro house (gồm Benny Benassi, Deadmau5, Hadouken!, M.I.A. và Pendulum).
- Nhạc Hip hop (gồm Chiddy Bang, Lazee, Lupe Fiasco, Plan B và Travie McCoy).

## Xe
Sau đây là danh sách các xe xuất hiện trong Hot Pursuit:
- Alfa Romeo 8C Competizione
- Alfa Romeo 8C Spyder
- Aston Martin DBS
- Aston Martin DBS Volante
- Aston Martin One-77
- Aston Martin V12 Vantage
- Audi R8 5.2 FSI quattro
- Audi R8 Spyder 5.2 FSI quattro
- Audi TT RS Coupé
- Bentley Continental Supersports
- BMW M3 E92
- BMW M6 Convertible
- BMW Z4 sDrive35is
- Bugatti Veyron 16.4
- Carbon Motors E7
- Chevrolet Camaro SS
- Chevrolet Corvette Grand Sport
- Chevrolet Corvette Z06
- Chevrolet Corvette ZR1
- Dodge Challenger SRT8
- Dodge Charger SRT8
- Dodge Viper SRT10
- Dodge Viper SRT10 ACR
- Ford Crown Victoria Police Interceptor
- Ford GT
- Ford Police Interceptor Concept
- Ford Shelby GT500
- Ford Shelby GT500 Super Snake
- Jaguar XKR
- Koenigsegg Agera
- Koenigsegg CCX
- Koenigsegg CCXR Edition
- Lamborghini Gallardo LP550-2 Valentino Balboni
- Lamborghini Gallardo LP560-4**
- Lamborghini Gallardo LP560-4 Spyder
- Lamborghini Gallardo LP570-4 Superleggera
- Lamborghini Murciélago LP 640-
- Lamborghini Murciélago LP 670-4 SuperVeloce
- Lamborghini Reventón
- Lamborghini Reventón Roadster
- Maserati GranCabrio
- Maserati GranTurismo S Automatic
- Maserati Quattroporte Sport GT S
- Mazda RX-8
- McLaren F1
- McLaren MP4-12C
- Mercedes-Benz SL65 Black Series
- Mercedes-Benz SLR McLaren 722 Edition*
- Mercedes-Benz SLR McLaren Stirling Moss*
- Mercedes-Benz SLS AMG
- Mitsubishi Lancer EVOLUTION X
- Nissan 370Z Coupe
- Nissan 370Z Roadster
- Nissan GT-R SpecV (R35)
- Pagani Zonda Cinque
- Pagani Zonda Cinque Roadster
- Porsche 911 GT3 RS
- Porsche 911 Targa 4S
- Porsche 911 Turbo S Cabriolet
- Porsche 918 Spyder (Concept Study)
- Porsche Boxster Spyder
- Porsche Carrera GT
- Porsche Cayman S
- Porsche Panamera Turbo
- Subaru Impreza WRX STI

Chú ý:
"*": Xe không xuất hiện lại ở phần Remastered 
"**": Phiên bản xe cảnh sát bị thay thế

## Nâng cấp và mở rộng
EA đã thông báo về One Million Challenge vào ngày 25 tháng 11 năm 2010. Nếu trailer của Hot Pursuit có được lượt xem thứ 1 triệu trên Youtube vào ngày 12 tháng 12 năm 2010, một gói nột dung có thể tải về sẽ được phát hành với 3 chiếc xe mới. Mặc dù trailer của nó đã không đạt được 1 triệu lượt xem, EA vẫn đưa ra 3 chiếc xe mới miễn phí. EA đã tuyên bố rằng những chiếc xe mới sẽ được thêm vào trò chơi thông qua một bản cập nhật dành cho phiên bản PlayStation 3 và Xbox 360; còn đối với phiên bản trên PC, EA sẽ thông báo sau. Ngày 14 tháng 12 năm 2010, bản cập nhật đầu tiên đã được phát hành và ba chiếc xe mới đã được đưa vào ga-ra của người chơi. Người chơi phiên bản Xbox 360 đã gặp phải vấn đề đối với bản cập nhật. Criterion đã phát hành bản cập nhật khác cho Xbox 360 vào ngày tiếp theo, tuy vậy, một vài người chơi đã báo lại rằng bản cập nhật mới đã làm cho phần lưu trong Career và các thành tích đua bị thiết đặt lại. Ngày 17 tháng 12 năm 2010, bản cập nhật thứ ba đã được phát hành và sửa chữa lại các lỗi này.

### Các nội dung có phí
Ngoài các cập nhật miễn phí, Criterion cũng phát hành một số gói nội dung và tuỳ chọn chứa các xe mới và sự kiện mới. Hai gói nội dung tải về đầu tiên của Hot Pursuit được phát hành một tuần sau khi trò chơi ra mắt, chúng là Racer Timesaver Pack và SCPD Timesaver Pack. Sau khi được mua, bất kỳ một trong hai gói này sẽ giúp người chơi ngay lập tức tiếp cận với mọi chiếc xe đã được quy định. Ví dụ, mua Racer Timesaver Pack, người chơi có thể tiếp cận với mọi chiếc xe dành cho tay đua, và ngược lại là Đơn vị Cảnh sát hành động đặc biệt (SCPD). Gói thứ ba của Hot Pursuit đã được phát hành một tuần sau hai gói đầu tiên. SCPD Rebels Pack, thêm bảy chiếc xe mới cho các tay đua, bao gồm Audi R8 5.2 FSI và Aston Martin DBS. Đó là những chiếc xe trước đó chỉ được dùng cho cảnh sát.
EA đã thông bán gói nội dung tải về chính thức đầu tiên vào ngày 6 tháng 12 năm 2010. Super Sports Pack thêm vào ba chiếc xe mới, Porsche 911 GT2 RS, GUMPERT Apollo S, và Bugatti Veyron 16.4 Super Sport, được dùng cho cả hai bên cảnh sát và tay đua. Cũng có thêm 13 sự kiện đua và các cuộc rượt đuổi mới, và bên cạnh đó là những giải thưởng, thành tích mới. Gói nội dung chính thức dành cho Xbox 360 và PlayStation 3 được phát hành vào ngày 21 tháng 12 ở Bắc Mỹ và vào ngày 22 tháng 12 trên PlayStation Network tại châu Âu. Mặc dù đây là gói tải về chính thức đầu tiên, các nội dung khác cũng có thể được mua thông qua các cửa hàng trực tuyến.

### Bản sao EA Crew
Một bản sao giới hạn dành cho PC đã được phát hành cho nhân công của EA trong tháng 12 năm 2010. EA Crew Edition gồm bảy chiếc xe; Mercedes-Benz SLR McLaren 722 Edition, Maserati Quattroporte Sport GT S, Chevrolet Corvette Z06, Lamborghini Reventon, Bugatti Veyron 16.4, Aston Martin DBS, và Audi R8 5.2 FSI. Bản sao này không được dán nhãn dành cho bán lẻ và đĩa trò chơi được ghi là 'not for resale' (không được bán lại).

## Marketing và phát hành
|                     | Tối thiểu                                                          | Khuyến nghị                                                         |
| Windows             | Windows                                                            | Windows                                                             |
| ------------------- | ------------------------------------------------------------------ | ------------------------------------------------------------------- |
| Hệ điều hành        | Windows XP (SP3) / Windows Vista / Windows 7                       | Windows XP (SP3) / Windows Vista / Windows 7                        |
| CPU                 | Intel Core® 2 Duo 1.8 GHZ or AMD Athlon X2 64 2.4 GHZ              | Intel Core® 2 Duo E6700 2.6 GHZ or AMD Athlon X2 64 6000+ or better |
| RAM                 | 1.5 GB Windows® XP / 2 GB Windows Vista® - Windows 7®              | 1.5 GB Windows® XP / 2 GB Windows Vista® - Windows 7®               |
| Bộ nhớ trống        | 8.0 GB of free space                                               | 8.0 GB of free space                                                |
| Phần cứng đồ họa    | 256 MB DirectX® 9.0 compliant card with Shader Model 3.0 or higher | GeForce 8800 GT or ATI Radeon HD 4700 or better                     |
| Phần cứng âm thanh  | DirectX 9.0 compliant sound card                                   | 5.1 sound card                                                      |
| Kết nối mạng        | Internet connection required for activation and multiplayer        | Internet connection required for activation and multiplayer         |
| Thiết bị đầu vào(s) | keyboard, optional controller                                      | Keyboard, joystick optional (Xbox 360 controller for Windows)       |

Đầu tháng 7 năm 2010 EA đã thông báo về Need for Speed Hot Pursuit on Tour, một sự kiện xảy ra ở 7 thành phố nhằm truyền bá trò chơi tại Mỹ trước khi phát hành. Mỗi điểm đến đều nêu bật lên các họa sĩ và các tủ kính trưng bày về sự phấn hạng các siêu xe. Chuyến đi bắt đầu từ ngày 14 tháng 7 năm 2010 tại Câu lạc bộ Xe hơi cổ điển Manhattan (Manhattan Classic Car Club) tại thành phố New York, được đưa tin bởi DJ Z-Trip. Sau đó nó tiếp tục đi đến Chicago, Seattle, San Francisco, Austin và Miami, kết thúc bằng bữa tiệc khai trương Hot Pursuit tại Los Angeles. EA đã nhận được sự giúp đỡ từ một công ty quảng cáo bằng xe của Anh, Totally Dynamic cho sự kiện chơi thử ở Liên hiệp Anh, được tổ chức tại trung tâm phía Nam Luân Đôn của Totally Dynamic. Ngoài phiên bản tiêu chuẩn, một phiên bản giới hạn của trò chơi đã được phát hành, đầu tiên chỉ được bán thông qua đặt hàng với giá tiền bằng với giá của phiên bản tiêu chuẩn. Tuy nhiên, nó vẫn được bán bên cạnh phiên bản tiêu chuẩn nhưng với số lượng bị hạn chế. Phiên bản Limited Edition gồm nhiều tiền thưởng hơn phiên bản tiêu chuẩn, gồm nhiều gói nội dung riêng biệt, hai chiếc xe riêng và bốn chiếc có thể mở khoá.
Phiên bản giới thiệu (demo) của Hot Pursuit được cho phép tải về vào ngày 26 tháng 10 trên Xbox LIVE Marketplace trên toàn thế giới và PlayStation Network ở Bắc Mỹ, và vào ngày 27 tháng 10 năm 2010 trên PlayStation Network ở châu Âu. Bản giới thiệu bị giới hạn về thời gian và bị đóng vào ngày 9 tháng 11 năm 2010. Criterion Games đã nói rằng: "không giống như phiên bản trên Xbox 360 và PS3, bản giới thiệu trên PC đòi hỏi nhiều sự so sánh hơn về tài nguyên để đảm bảo rằng nó có thể chạy mượt mà qua một hệ thống đa dạng và rộng lớn" và do đó, bản demo cho PC đã không được phát hành. Bản giới thiệu là một hiện tượng, nó đã được tải về hơn 2 triệu lần, khiến bản demo của Hot Pursuit trở thành bản demo được yêu thích nhất trong lịch sử của Need for Speed.
Ngày 15 tháng 11 năm 2010, EA đã thông báo về hai sự kiện Games with Developer đầu tiên, cả hai đều diễn ra vào tuần đầu tiên sau khi trò chơi được phát hành. Sự kiện này cho phép người chơi kiểm tra kỹ năng chơi Hot Pursuit của họ với những người đã góp phần tạo ra trò chơi này. EA cũng đã thông báo, vào ngày 26 tháng 11 năm 2010 sẽ diễn ra sự kiện Autolog Recommends Contest. Đó là một cuộc thi kéo dài hai tuần. Nếu những người hâm mộ chiến thắng bất kỳ một ai trong đội NFS của Need for Speed: Hot Pursuit một số lần nào đó thì họ có cơ hội để mua Need for Speed: Hot Pursuit PlayStation 3, một phiên bản Collector's Edition rất hiếm. EA cũng thông báo về hai sự kiện Autolog Photo Contest, buổi đầu tiên kết thúc vào ngày 26 tháng 11 năm 2010 và buổi thứ hai kết thúc vào ngày 6 tháng 1 năm 2011. EA cũng thông báo về Friday Gaming Sessions, bắt đầu từ ngày 17 tháng 1 năm 2011 và diễn ra vào mỗi thứ sáu từ 15 giờ đến 17 giờ, và Need for Speed Autolog iPhone app vào cuối tháng 11 năm 2010.

### Trailers
Ngoài trailer đã được chiếu vào buổi tiết lộ chính thức trong E3 2010, một vài trailer khác cũng đã được phát hành, mỗi đoạn phim đều tiết lộ một khía cạnh nào đó của trò chơi.

## Sự đón nhận

### Trước khi phát hành
Hot Pursuit được đánh giá tốt tại E3 2010 và đã giành được giải thưởng quan trọng "Best Racing Game" của Game Critics Awards cũng như một vài tổ chức truyền thông khác. Các trò chơi khác trong hạng mục này bao gồm: Gran Turismo 5, Test Drive Unlimited 2 và MotorStorm: Apocalypse. IGN đã nói rằng "một đẳng cấp kết nối đầy cảm hứng", và 1UP.com đã phát biểu rằng "những trò chơi đua xe khác tại E3 sẽ không bao giờ có cơ hội". Đây là trò chơi đầu tiên trong dòng Need for Speed chiến thắng giải E3 kể từ phiên bản Hot Pursuit đầu tiên - Need for Speed III: Hot Pursuit. Trò chơi này cũng được đề cử cho giải "trò chơi Xbox 360 hay nhất" (Best Xbox 360) và giải "trò chơi PS3 hay nhất" (Best PS3) bởi IGN, và giải "đồ họa tốt nhất" (Best Graphics) bởi Gaming Excellence.

### Sau khi phát hành
Hot Pursuit đã nhận được nhiều lời tung hô rất lớn trên khắp thế giới bởi những nhà phê bình chuyên nghiệp. Website Metacritic có những lời nhận xét trung bình cho phiên bản PS3 khoảng 90%, cho phiên bản Xbox 360 khoảng 88%, và phiên bản trên PC là 87%. Điều này khiến cho Hot Pursuit trở thành trò chơi được đánh giá cao nhất trong lịch sử của Need for Speed. Trong số xuất bản ngày 8 tháng 11 năm 2010 của Official U.S. PlayStation Magazine, con điểm đánh giá đầu tiên là 10/10. Nhà phê bình đã nói: "nó luôn thử thách người chơi nhưng lại không cảm thấy khó khăn, nó sẽ luôn giành được các giải thưởng mà không hề cảm thấy mệt mỏi".
IGN đưa ra số điểm là 9,0/10 và giải thưởng Editor's Choice Award, với những lời khen dành cho hình ảnh và âm thanh của trò chơi cũng như tính năng Autolog. Eurogamer đưa ra số điểm 9/10. Nhà phê bình Tom Bramwell đã nói rằng: "nó nhồi nhét rất nhiều nội dung nhưng hiếm khi nào vì lợi ích của chính nó, và chúng ta đều biết Criterion, rằng nó sẽ được hỗ trợ trong vòng vài tháng để đạt được mục đích, mặc dù nó đã trở thành trò chơi đua xe mang tính arcade tốt nhất kề từ Burnout Paradise. GameTrailers cũng đánh giá 9/10. Destructoid đưa ra số điểm 9,5/10. Nhà phê bình Nick Chester đã ghi lại rằng: "nó truyền tải một trải nghiệm thi đấu gần như hoàn hảo, bằng một cách mà có ít trò chơi đua xe, hoặc những thể loại khác, có thể làm được như vậy. Hot Pursuit không chỉ là một khoảnh khắc hạn chế của dòng game này, mà còn là cả một thời đại của trò chơi đua xe mang phong cách arcade". Nhà phê bình Randy Nelson của Joystiq là nhà phê bình thứ hai đưa ra số điểm hoàn hảo 10/10. Nhà phê bình Chris Antista của GamesRadar cũng đưa ra số điểm 10/10. Chris đã nói rằng: "với rất nhiều cách thức và giải thưởng dành cho Need for Speed: Hot Pursuit, nó khiến chúng ta thấy như là có 2,5 trò chơi trong một đĩa vậy".
Nhà phê bình Tom Orry của VideoGamer đưa ra số điểm 8/10 và cho biết "việc lái xe thì chưa là gì nhưng rất vui, trước mắt thì nó khá hoàn mỹ và chức năng Autolog là thành công cốt lõi. Có một vài thứ bị thiếu, mặc dù, đó là lý do để khám phá thế giới mở trong trò chơi". Gamespot đưa ra số điểm 8,5/10. Official Xbox Magazine thì cho phiên bản Xbox 360 số điểm là 7/10, và nói rằng Hot Pursuit cảm thấy hơi quá an toàn đối với những đối tượng chủ yếu, bị giới hạn bởi con đường chán ngắt đã không bộc lộ được tất cả những sự vui thích mà chúng tôi kỳ vọng trong một cuộc đấu bằng xe". Tuy vậy, bản xuất bản tại Anh của tạp chí này đã đưa ra số điểm là 9/10, và nói: "nó cho thấy sự kính trọng dành cho dòng game Need for Speed, có vay mượn một chút từ trò Burnout và là một kiệt tác công nghệ. Những cuộc truy đuổi đã tuyên bố rằng việc đứng trên top một thời của huyền thoại Need for Speed là chính xác".
Thomas Williams của PlayStation Lifestyle đưa ra số điểm 9/10. Tác giả của PlayStation Lifestyle, Mike Hartnett đã tuyên bố rằng Hot Pursuit thì hay hơn so với Gran Turismo 5. Sau một vài sự sáng tạo lại, EA đã chỉnh đốn lại Criterion Games, một xưởng trò chơi nổi tiếng với dòng game Burnout. Criterion đã đưa dòng game về lại công thức quen thuộc: cảnh sát truy đuổi tay đua. Không giống như những tay đua đường phố bất hợp pháp, những người hâm mộ Hot Pursuit có vẻ vui khi được nhìn thấy cảnh sát.

### Những giải thưởng
Với việc nhận được rất nhiều lời khen ngợi sau khi được phát hành, Need for Speed: Hot Pursuit đã giành được rất nhiều giải thưởng từ các tạp chí, website và các cuộc triển lãm thương mại. Trò chơi đã giành được 25 giải thưởng khác nhau, bao gồm Trò chơi Đua xe của Năm (Racing Game of the Year), từ các nhà xuất bản lớn, nhiều hơn bất kỳ một trò chơi đua xe nào trong năm đó.
Sau đây là một vài giải thưởng đã giành được (đều trong năm 2010):
- Tại E3 2010, Game Critics Awards trao giải Trò chơi Đua xe hay nhất (Best Racing Game).[86][87]
- Tại 2010 Spike Video Game Awards, Hot Pursuit được trao giải Best Driving Game.[88][89]
- Hot Pursuit được trao giải Best Competitive Multiplayer (có tính tranh đấu nhiều người hay nhất) trên Xbox 360 bởi IGN. Nó cũng được đề cử cho giải Most Addictive Game (trò chơi có thể được bổ sung nhiều nhất) trên Xbox 360.[90][91]
- Hot Pursuit được đề cử cho giải Multiplayer That Broke The Mold của GamesRadar.[92]
- Hot Pursuit được đề cử cho giải Best Racing Game của GameTrailers.[93]
- Hot Pursuit giành được giải Best Driving Game của GameSpot năm 2010.[94]
- Hot Pursuit đã giành giải Best Racing Game của 1UP.
- Hot Pursuit được đề cử cho giải Best Racing Game của GameRevolution.[95]
- Hot Pursuit đã giành được giải Trò chơi Đua xe của năm (Racing Game of the Year) của GameSpy.[96]
- Hot Pursuit đã giành giải Trò chơi Hay nhất trong dòng game (Most Improved Franchise) của Giant Bomb. Nó cũng được đề cử cho giải Best-Looking Game, Most Egregious Use Of Product Placement/In-Game Advertising and Best Multiplatform Game & Game of the Year.[97][98][99]
- Hot Pursuit thắng giải Trò chơi của năm của Shacknews.[100]

Sau đây là một số giải thưởng trong năm 2011:
- Tại Học viện tương tác Khoa học và Nghệ thuật 2011 (2011 Academy of Interactive Arts & Sciences), Hot Pursuit đã giành được danh hiệu Trò chơi Đua xe của năm.[101]
- Tại BAFTA Video Game Awards năm 2011, Hot Pursuit đã giành giải Trò chơi nhiều người chơi hay nhất (Best Multiplayer).[6]